# آلبرت پارتریج
آلبرت پارتریج (انگلیسی: Albert Partridge؛ زادهٔ ۱۹۰۱) بازیکن فوتبال اهل بریتانیا است.
از باشگاه‌هایی که در آن بازی کرده‌است می‌توان به باشگاه فوتبال شفیلد یونایتد، باشگاه فوتبال نورث‌همپتون تاون، و باشگاه فوتبال برادفورد سیتی اشاره کرد.